# Beaufort (Savoie)
Beaufort (niet-officieel: Beaufort-sur-Doron) (Savoyaards: Bôfôrt) is een gemeente in het Franse departement Savoie in de regio Auvergne-Rhône-Alpes. De plaats maakt deel uit van het arrondissement Albertville. Beaufort telde op 1 januari 2022 1.994 inwoners.

## Geschiedenis
Beaufort was de hoofdplaats van het gelijknamige kanton tot dit op 22 maart 2025 werd opgeheven en de gemeenten werden opgenomen in het kanton Ugine.

## Geografie
De gemeente vormt het centrum van de Beaufortain. Deze streek, bekend om zijn kaas, werd vernoemd naar de vallei van Beaufort-sur-Doron. De vallei van Beaufort wordt omgeven door de bergen van het Beaufortainmassief. 
De oppervlakte van Beaufort bedraagt 149,53 vierkante kilometer; de bevolkingsdichtheid was 1 januari 2022 13,3 inwoners per km².

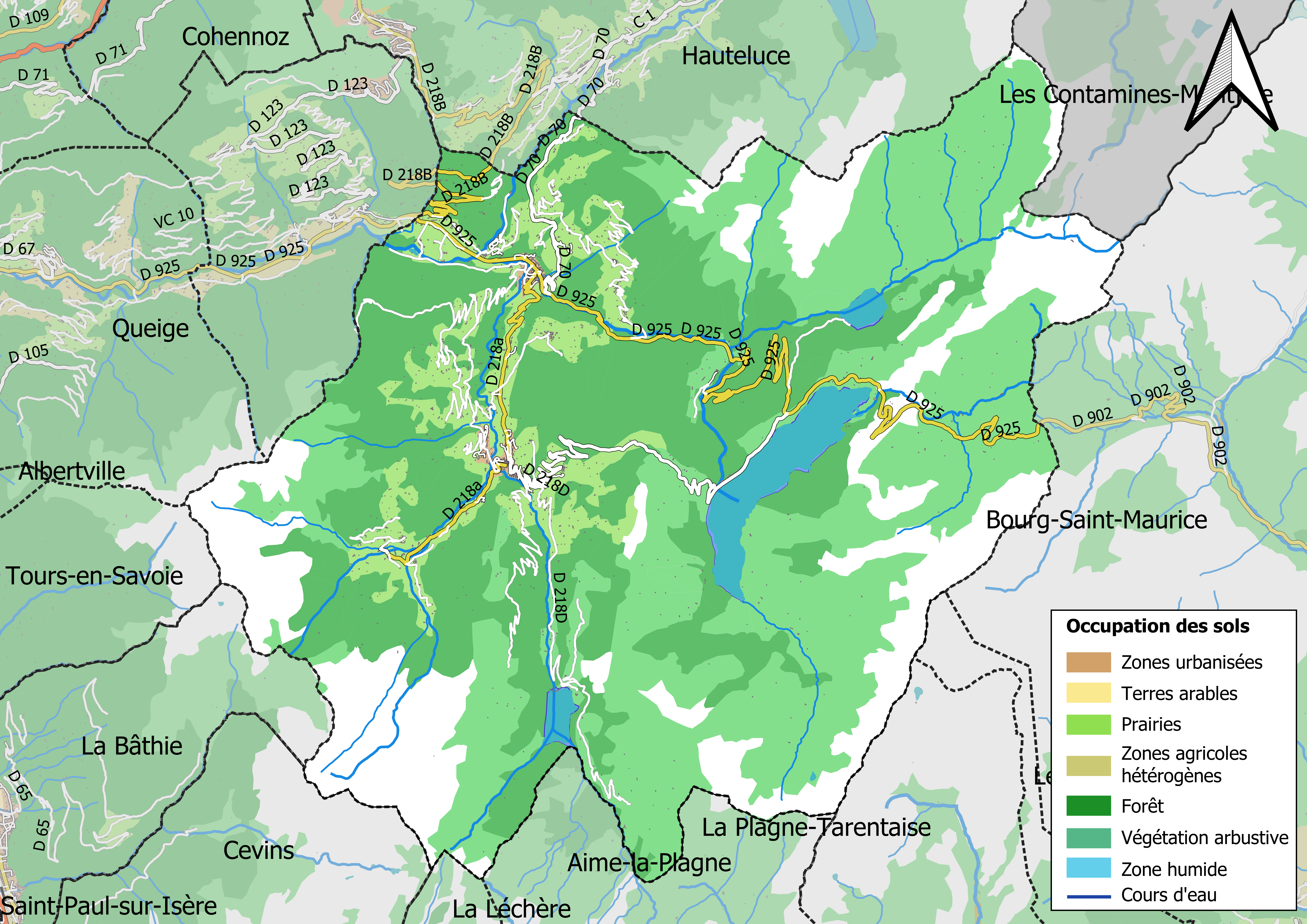
Kaart van de gemeente met de belangrijkste infrastructuur, bodemgebruik en omliggende gemeenten

## Demografie
Onderstaande figuur toont het verloop van het inwonertal.

## Afbeeldingen

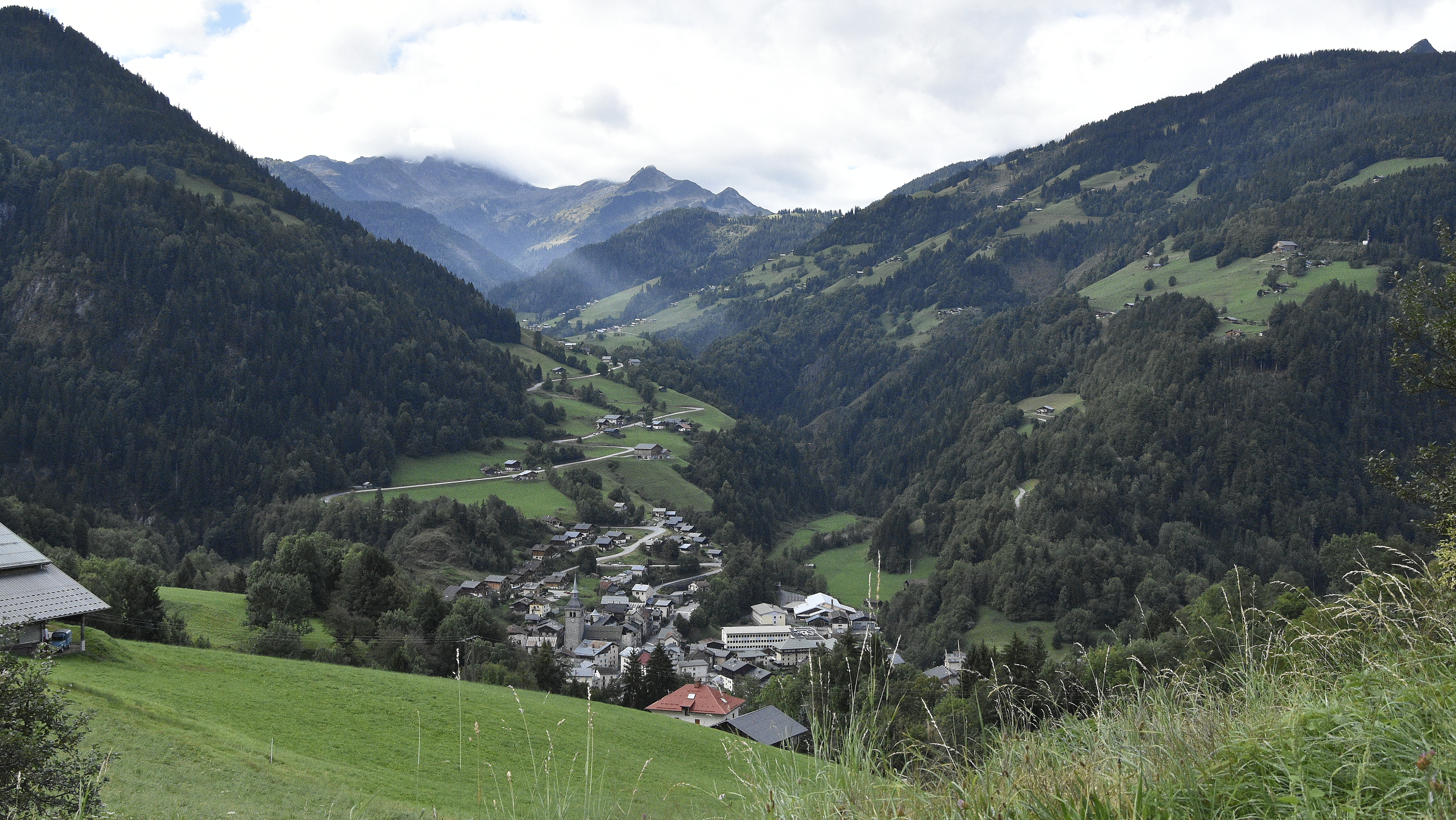
Beaufort
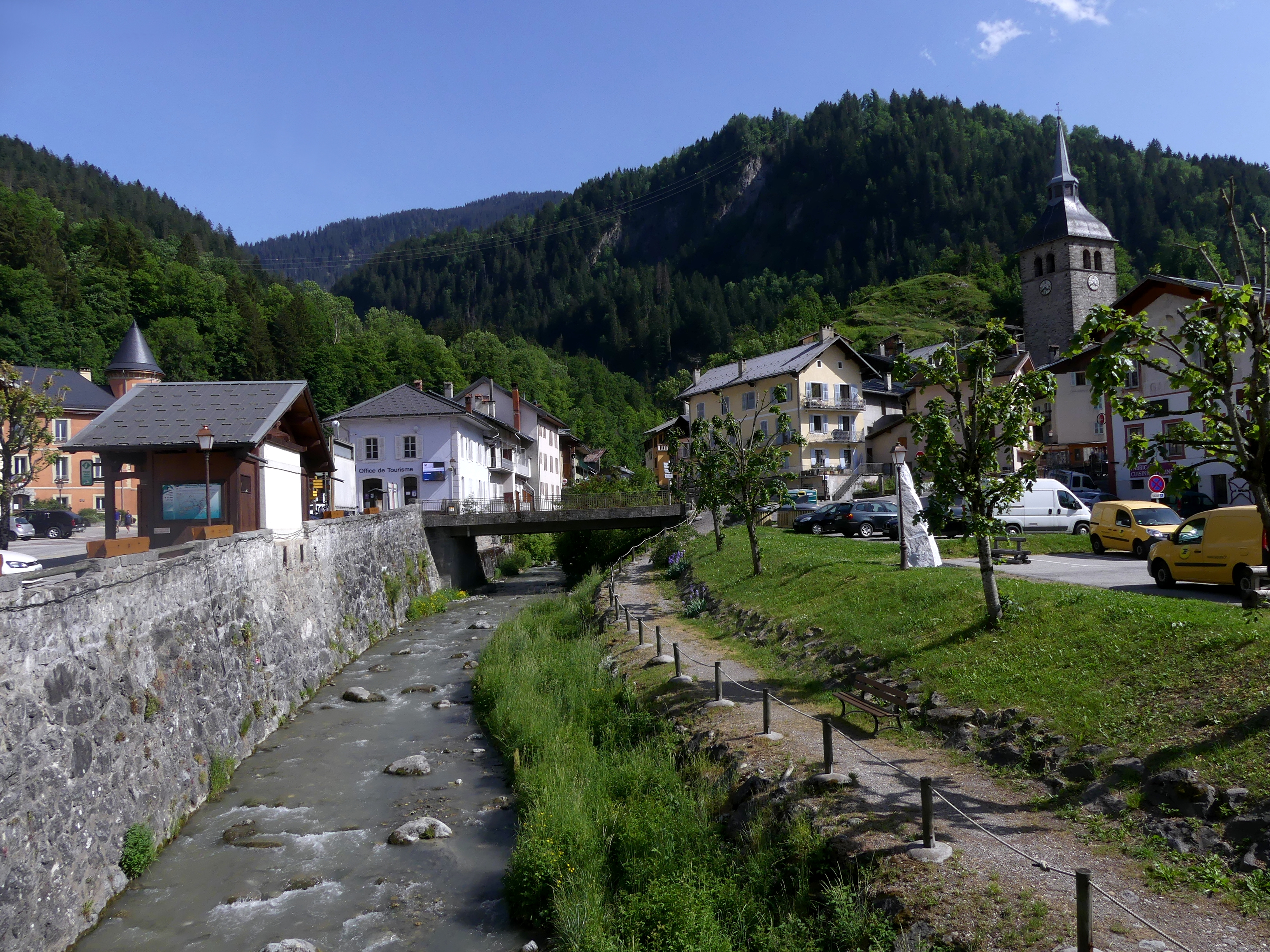
Centrum met riviertje Doron
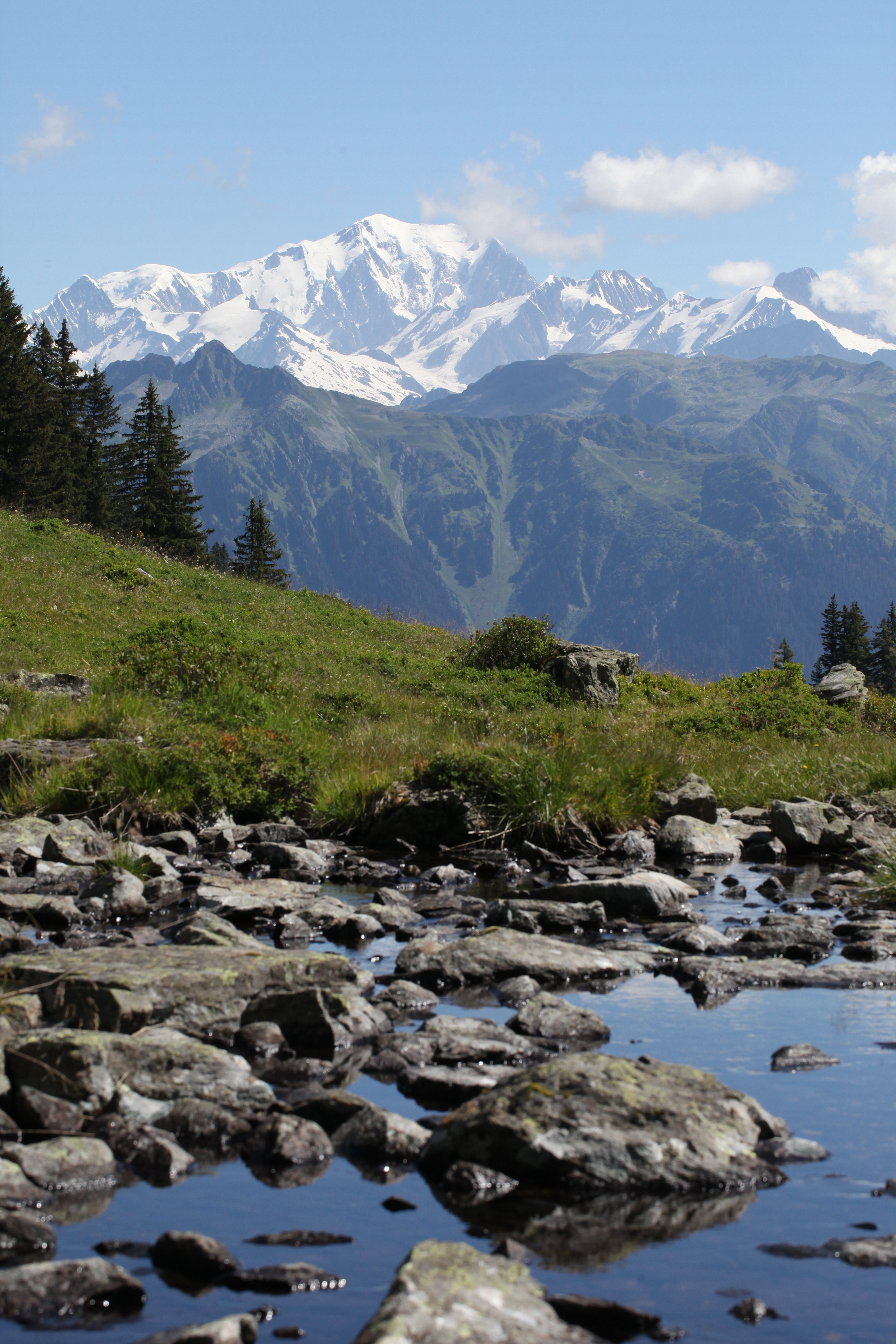
De Mont Blanc vanuit Arêches

Beaufort · Césarches · Cohennoz · Crest-Voland · Flumet · La Giettaz · Hauteluce · Marthod · Notre-Dame-de-Bellecombe · Pallud · Queige · Saint-Nicolas-la-Chapelle · Thénésol · Ugine · Venthon · Villard-sur-Doron